# Arroyo de la Luz
Arroyo de la Luz – gmina w Hiszpanii, w prowincji Cáceres, w Estramadurze, o powierzchni 128,06 km². W 2011 roku gmina liczyła 6292 mieszkańców.